# Achatocarpus microcarpus
Achatocarpus microcarpus es una especie de Magnoliopsida del género Achatocarpus, de la familia Achatocarpaceae, del orden Caryophyllales.

## Distribución
Achatocarpus microcarpus se distribuye por Bolivia (Tarija) y Paraguay (Concepción, Guaira).

## Taxonomía
Fue descrita científicamente por Heinrich Rudolf Schinz & Eugenio Autran. Fue publicado por primera vez en Bulletin de l'Herbier Boissier, volumen 1, página 8 (1893).